# Eggenfelden
Eggenfelden é um município da Alemanha, no distrito de Rottal-Inn, na região administrativa de Niederbayern, estado de Baviera.